# Afrikaner Party

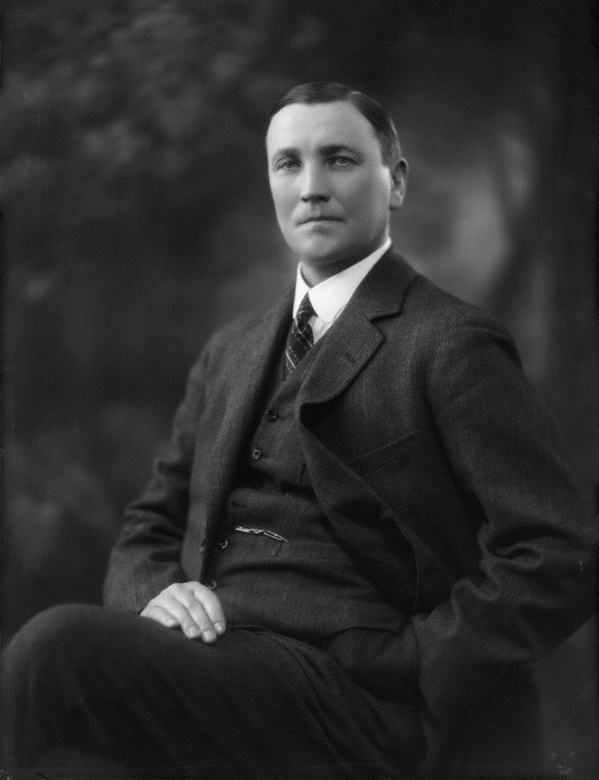
Nicolaas Christiaan Havenga

De Afrikaner Party (uitspraak als: Afrikaner Partij), was een conservatieve Zuid-Afrikaanse partij die van 1941 tot 1951 bestond.

## Geschiedenis
Op 4 september 1939 stemde het overgrote deel (80 tegen 67 parlementariërs) van het Zuid-Afrikaanse parlement vóór een oorlogsverklaring aan nazi-Duitsland. Geheel tegen de zin van premier J.B.M. Hertzog stemde ook een groot deel van de regeringspartij Verenigde Party (VP) vóór de oorlogsverklaring. Hertzog trad hierop als premier af en werd opgevolgd door Jan Smuts. Hertzog trad ook uit de VP en stichtte met aanhangers de Volksparty (Volkspartij), die naar neutraliteit streefde en verscherping van de apartheidswetgeving.
In 1941 fuseerde het grootste deel van Hertzogs Volksparty met de Gesuiwerde Nasionale Party (Gezuiverde Nationale Partij) van Daniël François Malan tot de Herenigde Nasionale Party (Herenigde Nationale Partij). Het kleinere deel dat overbleef vormde uiteindelijk de Afrikaner Party (AP) met Nicolaas Christiaan Havenga als partijvoorzitter. Ideologisch verschilde de Afrikaner Party nauwelijks van de grote apartheidspartij en werkte ook nauw met deze partij samen. De Afrikaner Party was echter iets gematigder in de "rassenkwestie" en beschouwde - in tegenstelling tot de HNP van Malan - de kleurlingen als gelijk aan de blanken (Afrikaners en Engelstalige blanken).
Na de "apartheids"verkiezingen van 1948 ging de HNP van Malan - die geen meerderheid bezat in de Volksraad (Zuid-Afrikaans parlement) - een coalitie aan met de Afrikaner Party van Havenga, die vicepremier werd. De Afrikaner Party was de junior partner in het kabinet en haar rol was niet groot. In 1951 ging de AP op in de HNP die de naam Nasionale Party aannam. Na het aftreden van Malan als premier in 1954 was Havenga korte tijd waarnemend premier (29 oktober - 30 november). Havenga slaagde er niet in tot opvolger van Malan te worden gekozen: het parlement koos de radicalere J.G. Strijdom.

## Verwijzing
1. ↑  Winkler Prins Jaarboek 1955, door: red. Winkler Prins, blz. 388